# Cementerio de San Juan (Málaga)
El cementerio de San Juan, también llamado cementerio de El Palo, es un camposanto situado en el distrito Este de la ciudad de Málaga, España, en el barrio de El Palo.  
Se trata de un pequeño cementerio situado cerca de la playa, que contiene unos 1850 nichos para enterramiento más 400 tumbas en tierra para adultos y 144 en la llamada sala de párvulos.
Su construcción comenzó en 1865, cuando se completó el primer patio, al que se añadirían otros más adelante. Se adscribe al estilo clasicista, imperante en la construcción de cementerios en la época. Destaca la portada, también de estilo clasicista y protegida a nivel municipal.